# Ganac
Ganac település Franciaországban, Ariège megyében. Lakosainak száma 746 fő (2022. január 1.). Ganac Brassac, Ferrières-sur-Ariège, Foix, Montoulieu, Prayols, Saint-Pierre-de-Rivière és Saurat községekkel határos.

## Népesség
A település népességének változása:
| Lakosok száma | 434  | 496  | 579  | 668  | 693  | 692  | 718  | 726  | 730  | 746  |
|               | 1968 | 1982 | 1990 | 2006 | 2013 | 2015 | 2017 | 2019 | 2020 | 2022 |